# 美脚時代
美脚時代（びきゃくじだい）は、日本の女性アイドルユニット。

## 概要
エステティックサロン・エルセーヌが主催するコンテスト「mmコン（ミリコン）」、「美脚一は誰!?～美脚をかけた女達の戦い～」の優秀者7名で結成されたユニット。メンバーには体重制限があり、超えると脱退しなくてはならない。
CDデビューに際して、韓国では「少女時代のパクリ」と批判されたことがあるが不人気のまま沈没したユニットである。
ちなみに、「美脚戦隊スレンダーDX」のデビュー曲「美脚時代」とは関係ないが、美脚戦隊スレンダーDXが所属している「セクシー☆オールシスターズ」のライブに出演した。
2015年4月1日放送の「bayfm MIDNIGHT GIRLS RADIO 絶対!美脚時代!!」最終回で解散を発表。
解散後はそれぞれが個別にファッションモデルを続けている。

## メンバー
AYANO
- 本名：関 綾乃（せき あやの）[3]
- 1985年12月20日生まれ
- 埼玉県出身
- 171 cm
- 2001年 - 2005年　集英社「Seventeen」専属
- 「mmコン」グランプリ

Kaori
- 本名：飯島 香織（いいじま かおり）[4]
- 1987年11月1日生まれ
- 171 cm
- 「美脚一は誰!?〜美脚をかけた女達の戦い〜」グランプリ

MOMO
- 本名：小口 桃子（おぐち ももこ）[4]。
- 1987年2月8日生まれ
- 山梨県出身
- 168 cm
- 2001年、新潮社「nicola」の読者モデルオーディション、準グランプリを受賞
- 「美脚一は誰!?〜美脚をかけた女達の戦い〜」準グランプリ

KAORIN
- 本名：林 香緒里（はやし かおり）[4]。
- 1984年9月21日生まれ
- 石川県出身
- 171 cm
- 第1回学研「FYTTE」専属モデルオーディション 最優秀グランプリ受賞
- 「美脚一は誰!?〜美脚をかけた女達の戦い〜」準グランプリ

hizzy
- 本名：土方 友紀子（ひじかた ゆきこ）[5]。
- 1987年12月25日生まれ
- 北海道出身
- 165cm

NANA
- 本名：井上 奈々(いのうえ なな)[5]。
- 1983年7月2日生まれ
- 愛媛県出身
- 168 cm

MIWA
- 本名：喜多川 みわ(きたがわ みわ)。
- 1992年9月8日生まれ
- 千葉県出身
- 172 cm
- 2013年9月より休業中[6]

## 活動略歴
2012年
- 9月24日　『赤坂「元気劇場」』（赤坂元気劇場）
- 10月26日　『AKIHABARA バックステージpass』（AKIHABARA バックステージpass）
- 11月24日　『LIVE GATE TOKYO』（LIVE GATE TOKYO）
- 12月14日　『2nd.シングル『Catch me up』 インストア イベント開催』(アリオ川口1Fセンターコート)
- 12月23日　『フジテレビ お台場合衆国』(キラキラWINTER ステージ)

2013年
- 2月21日　『美脚時代ライブ～TOKYO LOVE NIGHT～』（赤坂元気劇場）
- 3月20日　『K・WEST ENTAME GENERATION SPECIAL』（STUDIO K・WEST　流山おおたかの森S・C）
- 4月24日　『美脚時代ライブ　～TOKYO LOVE NIGHT 03～』（赤坂元気劇場）
- 5月4日　『どきどきフリーマーケット2013　bayfm「MOZAIKU NIGHT」』（幕張メッセ国際展示場内　bayfmサブステージ）
- 5月29日　『エルセーヌ presents ～TOKYO IDOL SHOWCASE～』（SHIBUYA AX ）
- 6月30日　『美脚時代ライブ～TOKYO LOVE NIGHT 04～』（TOKYO FM HALL ）
- 7月14日　『大江戸☆姫まつり』（新木場studio coast）
- 7月30日　『東京湾納涼船2013』（竹芝客船ターミナル）

## ディスコグラフィー

### シングル
すべてエルセーヌレーベルより発売
- 『PERFECT IMAGINATION』（2012年10月24日）「アッコにおまかせ!」（TBSテレビ）エンディングテーマ、「絶対! 美脚時代」（bayfm）オープニングテーマ

1. PERFECT IMAGINATION
2. Gentle Morning

- 『Catch me up』（2012年12月5日）「玉ニュータウン」（テレビ埼玉）12月市民必聴曲

1. Catch me up
2. CLOSE TO ME

- 『Run!Run!ランニングガール 』（2013年3月6日）

1. Run!Run!ランニングガール
2. Stop the music

- 『FLY』（2013年6月12日）「はなまるマーケット」（TBSテレビ）エンディングテーマ

1. FLY
2. Love Drive

- 『DOKIDOKI』（2015年1月14日）「アッコにおまかせ!」エンディングテーマ

1. DOKIDOKI
2. Hello Mr. Monkey

## 出演

### ラジオ
- bayfm MIDNIGHT GIRLS RADIO 絶対!美脚時代!!（bayfm、2012年10月1日 - 2015年4月1日 ）